# Stanovništvo Laosa
Stanovništvo Laosa sastoji se od 6.677,534 stanovnika (2008.) što znači da je gustoća 29 stanovnika/km². 
Oko četvrtine stanovništva živi u planinskim regijama, a ostatak duž rijeke Mekong i njezinih pritoka. Više od 78% živi u ruralnim naseljima.

## Etničke skupine
Najbrojnija etnička skupina su Laošani čiji je jezik blizak tajlandskom i koji žive uglavnom u nizinama uz rijeke. Većina pripadnika naroda Lao uzgajivači su riže, ali i duda zbog uzgoja dudovog svilca, palmi kokosa i drugog voća. Život u planinskom području izbjegavaju, i sela su im obično uz obale rijeka ili uz prometnice, a mogu imati od nekoliko desetina do nekoliko stotina obitelji. U planinskim i gorskim predjelima žive mnogobrojne manje etničke grupe od kojih su najpoznatiji Hmong koji vode gerilsku borbu protiv središnjih vlasti. Neke od ostalih etničkih skupina su: Katang, Tai Daeng, Phu Thai, Mal i dr.

## Jezici
Broj individualnih jezika iznosi 84, od kojih su svi živi. Službeni jezik je laoški. Neki od ostalih jezika su: sô jezik, akha jezik i kaduo.

## Religija
Najzastupljenija religija je teravada budizam 57,8%, zatim tradicionalna vjerovanja 33,6%, ateizam 4,8% i ostalo 2,8%. Katolička Crkva u Laosu imala je oko 103,000 članova 2003., što je oko 1,5%  ukupnog stanovništva Laosa. Ipak većina katolika ne potječe iz Laosa, već ih dolazi iz Vijetnama. Laos je jedna od država u kojima je Katolička Crkva ugnjetavana. Tako da danas ne postoji ni jedna biskupija nego samo apostolski vikari u Pakséu, Savannakhetu, Vientianeu i Luanga Prabangi.